# 埃普特河堡
埃普特河堡（法語：Château-sur-Epte）是法国厄尔省的一个市镇，位于该省东北部，属于莱桑德利区。该市镇总面积4.6平方公里，2009年时的人口为567人。

## 人口
埃普特河堡人口变化图示